# Kremlin Cup 2018 - Qualificazioni singolare femminile
Le qualificazioni del singolare femminile della Kremlin Cup 2018 sono state un torneo di tennis preliminare per accedere alla fase finale della manifestazione. Le vincitrici dell'ultimo turno sono entrate di diritto nel tabellone principale. In caso di ritiro di una o più giocatrici aventi diritto a queste sono subentrati le lucky loser, ossia le giocatrici che hanno perso nell'ultimo turno ma che avevano una classifica più alta rispetto alle altre partecipanti che avevano comunque perso nel turno finale.

## Teste di serie
1. Irina-Camelia Begu (spostata nel tabellone principale)
2. Ana Bogdan (secondo turno)
3. Evgeniya Rodina (primo turno)
4. Ons Jabeur (qualificata)

1. Natalia Vikhlyantseva (qualificata)
2. Vitalia Diatchenko (ultimo turno, lucky loser)
3. Laura Siegemund (secondo turno)
4. Georgina García Pérez (secondo turno)

## Qualificate
1. Vera Zvonarëva
2. Natalia Vikhlyantseva

1. Irina Chromačëva
2. Ons Jabeur

### Lucky loser
1. Vitalia Diatchenko

1. Valentini Grammatikopoulou

## Tabellone

### Legenda
| - Q = Qualificato - WC = Wild card - LL = Lucky loser | - ALT = Alternate - SE = Special Exempt - PR = Protected Ranking | - w/o = Walkover - r = Ritirato - d = Squalificato |

### Sezione 1
|  | Primo turno | Primo turno        | Primo turno     | Primo turno | Primo turno |  |  | Secondo turno | Secondo turno   | Secondo turno   | Secondo turno | Secondo turno |   |   | Ultimo turno | Ultimo turno   | Ultimo turno   | Ultimo turno | Ultimo turno |  |
|  |             |                    |                 |             |             |  |  |               |                 |                 |               |               |   |   |              |                |                |              |              |  |
|  | Alt         | Alexandra Cadanțu  | 6               | 1           | 2           |  |  |               |                 |                 |               |               |   |   |              |                |                |              |              |  |
|  |             | Vera Zvonarëva     | 4               | 6           | 6           |  |  |               | Vera Zvonarëva  | Vera Zvonarëva  | 6             | 6             |   |   |              |                |                |              |              |  |
|  |             | Olga Doroshina     | 63              | 7           | 3           |  |  | WC            | Sofya Lansere   | Sofya Lansere   | 3             | 0             |   |   |              |                |                |              |              |  |
|  | WC          | Sofya Lansere      | 7               | 6           | 6           |  |  |               |                 |                 |               |               |   |   |              | Vera Zvonarëva | Vera Zvonarëva | 6            | 6            |  |
|  |             | Nina Stojanović    | Nina Stojanović | 5           | 1           |  |  |               |                 |                 | Ivana Jorović | Ivana Jorović | 4 | 4 |              |                |                |              |              |  |
|  |             | Ivana Jorović      | Ivana Jorović   | 7           | 6           |  |  |               | Ivana Jorović   | Ivana Jorović   | 6             | 6             |   |   |              |                |                |              |              |  |
|  | WC          | Nigina Abduraimova | 62              | 6           | 3           |  |  | 7             | Laura Siegemund | Laura Siegemund | 2             | 4             |   |   |              |                |                |              |              |  |
|  | 7           | Laura Siegemund    | 7               | 3           | 6           |  |  |               |                 |                 |               |               |   |   |              |                |                |              |              |  |

### Sezione 2
|  | Primo turno | Primo turno           | Primo turno           | Primo turno | Primo turno |  |  | Secondo turno | Secondo turno         | Secondo turno         | Secondo turno         | Secondo turno         |   |   | Ultimo turno | Ultimo turno          | Ultimo turno          | Ultimo turno | Ultimo turno |  |
|  |             |                       |                       |             |             |  |  |               |                       |                       |                       |                       |   |   |              |                       |                       |              |              |  |
|  | 2           | Ana Bogdan            | 6                     | 3           | 7           |  |  |               |                       |                       |                       |                       |   |   |              |                       |                       |              |              |  |
|  |             | Deborah Chiesa        | 3                     | 6           | 5           |  |  | 2             | Ana Bogdan            | 6                     | 3                     | 3                     |   |   |              |                       |                       |              |              |  |
|  |             | Sílvia Soler Espinosa | 4                     | 7           | 6           |  |  |               | Sílvia Soler Espinosa | 2                     | 6                     | 6                     |   |   |              |                       |                       |              |              |  |
|  |             | Anna Zaja             | 6                     | 65          | 2           |  |  |               |                       |                       |                       |                       |   |   |              | Sílvia Soler Espinosa | Sílvia Soler Espinosa | 3            | 3            |  |
|  | WC          | Vlada Koval           | 3                     | 7           | 7           |  |  |               |                       | 5                     | Natalia Vikhlyantseva | Natalia Vikhlyantseva | 6 | 6 |              |                       |                       |              |              |  |
|  |             | Sabine Lisicki        | 6                     | 5           | 64          |  |  | WC            | Vlada Koval           | Vlada Koval           | 63                    | 3                     |   |   |              |                       |                       |              |              |  |
|  | WC          | Polina Monova         | Polina Monova         | 1           | 63          |  |  | 5             | Natalia Vikhlyantseva | Natalia Vikhlyantseva | 7                     | 6                     |   |   |              |                       |                       |              |              |  |
|  | 5           | Natalia Vikhlyantseva | Natalia Vikhlyantseva | 6           | 7           |  |  |               |                       |                       |                       |                       |   |   |              |                       |                       |              |              |  |

### Sezione 3
|  | Primo turno | Primo turno        | Primo turno        | Primo turno | Primo turno |  |  | Secondo turno | Secondo turno      | Secondo turno    | Secondo turno      | Secondo turno      |   |   | Ultimo turno | Ultimo turno     | Ultimo turno     | Ultimo turno | Ultimo turno |  |
|  |             |                    |                    |             |             |  |  |               |                    |                  |                    |                    |   |   |              |                  |                  |              |              |  |
|  | 3           | Evgeniya Rodina    | Evgeniya Rodina    | 3           | 4           |  |  |               |                    |                  |                    |                    |   |   |              |                  |                  |              |              |  |
|  |             | Sofya Zhuk         | Sofya Zhuk         | 6           | 6           |  |  |               | Sofya Zhuk         | Sofya Zhuk       | 2                  | 0                  |   |   |              |                  |                  |              |              |  |
|  |             | Irina Chromačëva   | Irina Chromačëva   | 7           | 6           |  |  |               | Irina Chromačëva   | Irina Chromačëva | 6                  | 6                  |   |   |              |                  |                  |              |              |  |
|  |             | Ekaterine Gorgodze | Ekaterine Gorgodze | 62          | 3           |  |  |               |                    |                  |                    |                    |   |   |              | Irina Chromačëva | Irina Chromačëva | 6            | 7            |  |
|  |             | Deniz Khazaniuk    | 7                  | 4           | 0r          |  |  |               |                    | 6                | Vitalia Diatchenko | Vitalia Diatchenko | 2 | 6 |              |                  |                  |              |              |  |
|  |             | Sabina Sharipova   | 612                | 6           | 3           |  |  |               | Sabina Sharipova   | 6                | 3                  | 1                  |   |   |              |                  |                  |              |              |  |
|  |             | Elena Rybakina     | Elena Rybakina     | 5           | 2           |  |  | 6             | Vitalia Diatchenko | 4                | 6                  | 6                  |   |   |              |                  |                  |              |              |  |
|  | 6           | Vitalia Diatchenko | Vitalia Diatchenko | 7           | 6           |  |  |               |                    |                  |                    |                    |   |   |              |                  |                  |              |              |  |

### Sezione 4
|  | Primo turno | Primo turno                | Primo turno          | Primo turno | Primo turno |  |  | Secondo turno | Secondo turno              | Secondo turno              | Secondo turno              | Secondo turno              |   |   | Ultimo turno | Ultimo turno | Ultimo turno | Ultimo turno | Ultimo turno |  |
|  |             |                            |                      |             |             |  |  |               |                            |                            |                            |                            |   |   |              |              |              |              |              |  |
|  | 4           | Ons Jabeur                 | 1                    | 6           | 6           |  |  |               |                            |                            |                            |                            |   |   |              |              |              |              |              |  |
|  |             | Fanny Stollár              | 6                    | 4           | 3           |  |  | 4             | Ons Jabeur                 | 1                          | 6                          | 7                          |   |   |              |              |              |              |              |  |
|  |             | Valentyna Ivakhnenko       | Valentyna Ivakhnenko | 1           | 3           |  |  |               | Harriet Dart               | 6                          | 3                          | 6(1)                       |   |   |              |              |              |              |              |  |
|  |             | Harriet Dart               | Harriet Dart         | 6           | 6           |  |  |               |                            |                            |                            |                            |   |   | 4            | Ons Jabeur   | Ons Jabeur   | 7            | 6            |  |
|  |             | Valentini Grammatikopoulou | 67                   | 6           | 6           |  |  |               |                            |                            | Valentini Grammatikopoulou | Valentini Grammatikopoulou | 5 | 1 |              |              |              |              |              |  |
|  |             | Alexandra Panova           | 7                    | 4           | 4           |  |  |               | Valentini Grammatikopoulou | Valentini Grammatikopoulou | 6                          | 6                          |   |   |              |              |              |              |              |  |
|  |             | Varvara Flink              | 7                    | 4           | 2           |  |  | 8             | Georgina García Pérez      | Georgina García Pérez      | 1                          | 2                          |   |   |              |              |              |              |              |  |
|  | 8           | Georgina García Pérez      | 5                    | 6           | 6           |  |  |               |                            |                            |                            |                            |   |   |              |              |              |              |              |  |